# Gran Premio di superbike di Phillip Island 2023
Il Gran Premio di superbike di Phillip Island 2023 è stato la prima prova del mondiale superbike del 2023. Nello stesso fine settimana si è corso anche la prima prova del campionato mondiale Supersport.
Le tre gare valide per il mondiale Superbike sono state vinte da Álvaro Bautista, mentre le gare del mondiale Supersport sono state vinte entrambe da Nicolò Bulega.
Per Bulega si tratta delle prime vittorie in gare mondiali, mentre la Ducati torna a vincere una gara del mondiale Supersport a distanza di oltre 17 anni dalla vittoria di Gianluca Nannelli al Gran Premio di Imola del 2005.

## Superbike gara 1

### Arrivati al traguardo
| Pos. | Nº | Pilota                | Squadra                   | Motocicletta        | Giri | Tempo     | Griglia | Punti |
| ---- | -- | --------------------- | ------------------------- | ------------------- | ---- | --------- | ------- | ----- |
| 1º   | 1  | Álvaro Bautista       | Aruba.it Racing - Ducati  | Ducati Panigale V4R | 22   | 37'48.672 | 2º      | 25    |
| 2º   | 65 | Jonathan Rea          | Kawasaki Racing           | Kawasaki ZX-10RR    | 22   | +3.471    | 4º      | 20    |
| 3º   | 54 | Toprak Razgatlıoğlu   | Pata Yamaha Prometeon     | Yamaha YZF R1       | 22   | +6.168    | 1º      | 16    |
| 4º   | 55 | Andrea Locatelli      | Pata Yamaha Prometeon     | Yamaha YZF R1       | 22   | +16.789   | 9º      | 13    |
| 5º   | 47 | Axel Bassani          | Motocorsa Racing          | Ducati Panigale V4R | 22   | +20.918   | 14º     | 11    |
| 6º   | 7  | Iker Lecuona          | Team HRC                  | Honda CBR1000 RR-R  | 22   | +27.015   | 11º     | 10    |
| 7º   | 97 | Xavi Vierge           | Team HRC                  | Honda CBR1000 RR-R  | 22   | +30.625   | 17º     | 9     |
| 8º   | 9  | Danilo Petrucci       | Barni Spark Racing        | Ducati Panigale V4R | 22   | +31.000   | 10º     | 8     |
| 9º   | 45 | Scott Redding         | Rokit BMW Motorrad        | BMW M1000 RR        | 22   | +37.447   | 13º     | 7     |
| 10º  | 31 | Garrett Gerloff       | Bonovo Action BMW         | BMW M1000 RR        | 22   | +42.591   | 16º     | 6     |
| 11º  | 5  | Philipp Öttl          | Team GoEleven             | Ducati Panigale V4R | 22   | +44.142   | 5º      | 5     |
| 12º  | 87 | Remy Gardner          | GYTR GRT Yamaha           | Yamaha YZF R1       | 22   | +48.833   | 7º      | 4     |
| 13º  | 77 | Dominique Aegerter    | GYTR GRT Yamaha           | Yamaha YZF R1       | 22   | +51.617   | 3º      | 3     |
| 14º  | 21 | Michael Ruben Rinaldi | Aruba.it Racing - Ducati  | Ducati Panigale V4R | 22   | +55.010   | 6º      | 2     |
| 15º  | 35 | Hafizh Syahrin        | Petronas MIE Racing Honda | Honda CBR1000 RR-R  | 22   | +1'15.223 | 21º     | 1     |
| 16º  | 51 | Eric Granado          | Petronas MIE Racing Honda | Honda CBR1000 RR-R  | 22   | +1'17.459 | 20º     |       |
| 17º  | 34 | Lorenzo Baldassarri   | GMT94 Yamaha              | Yamaha YZF R1       | 22   | +1'20.226 | 15º     |       |
| 18º  | 76 | Loris Baz             | Bonovo Action BMW         | BMW M1000 RR        | 21   | +1 giro   | 18º     |       |

### Ritirati
| Nº | Pilota               | Squadra                  | Motocicletta     | Giri | Griglia |
| -- | -------------------- | ------------------------ | ---------------- | ---- | ------- |
| 22 | Alex Lowes           | Kawasaki Racing          | Kawasaki ZX-10RR | 14   | 8º      |
| 52 | Oliver König         | Orelac Racing Movisio    | Kawasaki ZX-10RR | 11   | 22º     |
| 66 | Tom Sykes            | Kawasaki Puccetti Racing | Kawasaki ZX-10RR | 10   | 19º     |
| 60 | Michael van der Mark | Rokit BMW Motorrad       | BMW M1000 RR     | 1    | 12º     |

## Superbike gara Superpole

### Arrivati al traguardo
| Pos. | Nº | Pilota                | Squadra                   | Motocicletta        | Giri | Tempo     | Griglia | Punti |
| ---- | -- | --------------------- | ------------------------- | ------------------- | ---- | --------- | ------- | ----- |
| 1º   | 1  | Álvaro Bautista       | Aruba.it Racing - Ducati  | Ducati Panigale V4R | 10   | 15'14.958 | 2º      | 12    |
| 2º   | 21 | Michael Ruben Rinaldi | Aruba.it Racing - Ducati  | Ducati Panigale V4R | 10   | +2.462    | 6º      | 9     |
| 3º   | 54 | Toprak Razgatlıoğlu   | Pata Yamaha Prometeon     | Yamaha YZF R1       | 10   | +3.060    | 1º      | 7     |
| 4º   | 22 | Alex Lowes            | Kawasaki Racing           | Kawasaki ZX-10RR    | 10   | +3.833    | 8º      | 6     |
| 5º   | 55 | Andrea Locatelli      | Pata Yamaha Prometeon     | Yamaha YZF R1       | 10   | +3.893    | 9º      | 5     |
| 6º   | 5  | Philipp Öttl          | Team GoEleven             | Ducati Panigale V4R | 10   | +4.215    | 5º      | 4     |
| 7º   | 65 | Jonathan Rea          | Kawasaki Racing           | Kawasaki ZX-10RR    | 10   | +4.952    | 4º      | 3     |
| 8º   | 7  | Iker Lecuona          | Team HRC                  | Honda CBR1000 RR-R  | 10   | +7.140    | 11º     | 2     |
| 9º   | 47 | Axel Bassani          | Motocorsa Racing          | Ducati Panigale V4R | 10   | +11.295   | 14º     | 1     |
| 10º  | 60 | Michael van der Mark  | Rokit BMW Motorrad        | BMW M1000 RR        | 10   | +11.843   | 12º     |       |
| 11º  | 9  | Danilo Petrucci       | Barni Spark Racing        | Ducati Panigale V4R | 10   | +13.480   | 10º     |       |
| 12º  | 97 | Xavi Vierge           | Team HRC                  | Honda CBR1000 RR-R  | 10   | +13.888   | 17º     |       |
| 13º  | 76 | Loris Baz             | Bonovo Action BMW         | BMW M1000 RR        | 10   | +14.413   | 18º     |       |
| 14º  | 45 | Scott Redding         | Rokit BMW Motorrad        | BMW M1000 RR        | 10   | +16.795   | 13º     |       |
| 15º  | 31 | Garrett Gerloff       | Bonovo Action BMW         | BMW M1000 RR        | 10   | +17.891   | 16º     |       |
| 16º  | 34 | Lorenzo Baldassarri   | GMT94 Yamaha              | Yamaha YZF R1       | 10   | +26.122   | 15º     |       |
| 17º  | 52 | Oliver König          | Orelac Racing Movisio     | Kawasaki ZX-10RR    | 10   | +32.457   | 22º     |       |
| 18º  | 51 | Eric Granado          | Petronas MIE Racing Honda | Honda CBR1000 RR-R  | 10   | +32.739   | 20º     |       |
| 19º  | 35 | Hafizh Syahrin        | Petronas MIE Racing Honda | Honda CBR1000 RR-R  | 10   | +32.949   | 21º     |       |
| 20º  | 66 | Tom Sykes             | Kawasaki Puccetti Racing  | Kawasaki ZX-10RR    | 7    | +3 giri   | 19º     |       |

### Ritirati
| Nº | Pilota             | Squadra         | Motocicletta  | Giri | Griglia |
| -- | ------------------ | --------------- | ------------- | ---- | ------- |
| 77 | Dominique Aegerter | GYTR GRT Yamaha | Yamaha YZF R1 | 5    | 3º      |
| 87 | Remy Gardner       | GYTR GRT Yamaha | Yamaha YZF R1 | 5    | 7º      |

## Superbike gara 2

### Arrivati al traguardo
| Pos. | Nº | Pilota                | Squadra                   | Motocicletta        | Giri | Tempo     | Griglia | Punti |
| ---- | -- | --------------------- | ------------------------- | ------------------- | ---- | --------- | ------- | ----- |
| 1º   | 1  | Álvaro Bautista       | Aruba.it Racing - Ducati  | Ducati Panigale V4R | 22   | 33'40.779 | 1º      | 25    |
| 2º   | 21 | Michael Ruben Rinaldi | Aruba.it Racing - Ducati  | Ducati Panigale V4R | 22   | +6.191    | 2º      | 20    |
| 3º   | 55 | Andrea Locatelli      | Pata Yamaha Prometeon     | Yamaha YZF R1       | 22   | +9.099    | 5º      | 16    |
| 4º   | 47 | Axel Bassani          | Motocorsa Racing          | Ducati Panigale V4R | 22   | +11.680   | 9º      | 13    |
| 5º   | 5  | Philipp Öttl          | Team GoEleven             | Ducati Panigale V4R | 22   | +12.020   | 6º      | 11    |
| 6º   | 7  | Iker Lecuona          | Team HRC                  | Honda CBR1000 RR-R  | 22   | +13.701   | 8º      | 10    |
| 7º   | 77 | Dominique Aegerter    | GYTR GRT Yamaha           | Yamaha YZF R1       | 22   | +14.316   | 10º     | 9     |
| 8º   | 65 | Jonathan Rea          | Kawasaki Racing           | Kawasaki ZX-10RR    | 22   | +14.753   | 7º      | 8     |
| 9º   | 9  | Danilo Petrucci       | Barni Spark Racing        | Ducati Panigale V4R | 22   | +18.745   | 12º     | 7     |
| 10º  | 87 | Remy Gardner          | GYTR GRT Yamaha           | Yamaha YZF R1       | 22   | +21.331   | 11º     | 6     |
| 11º  | 97 | Xavi Vierge           | Team HRC                  | Honda CBR1000 RR-R  | 22   | +21.500   | 17º     | 5     |
| 12º  | 60 | Michael van der Mark  | Rokit BMW Motorrad        | BMW M1000 RR        | 22   | +29.790   | 13º     | 4     |
| 13º  | 45 | Scott Redding         | Rokit BMW Motorrad        | BMW M1000 RR        | 22   | +34.265   | 14º     | 3     |
| 14º  | 31 | Garrett Gerloff       | Bonovo Action BMW         | BMW M1000 RR        | 22   | +34.444   | 16º     | 2     |
| 15º  | 76 | Loris Baz             | Bonovo Action BMW         | BMW M1000 RR        | 22   | +34.846   | 18º     | 1     |
| 16º  | 34 | Lorenzo Baldassarri   | GMT94 Yamaha              | Yamaha YZF R1       | 22   | +45.568   | 15º     |       |
| 17º  | 35 | Hafizh Syahrin        | Petronas MIE Racing Honda | Honda CBR1000 RR-R  | 22   | +1'02.330 | 21º     |       |
| 18º  | 52 | Oliver König          | Orelac Racing Movisio     | Kawasaki ZX-10RR    | 22   | +1'02.589 | 22º     |       |
| 19º  | 51 | Eric Granado          | Petronas MIE Racing Honda | Honda CBR1000 RR-R  | 22   | +1'04.168 | 20º     |       |

### Ritirati
| Nº | Pilota              | Squadra                  | Motocicletta     | Giri | Griglia |
| -- | ------------------- | ------------------------ | ---------------- | ---- | ------- |
| 22 | Alex Lowes          | Kawasaki Racing          | Kawasaki ZX-10RR | 16   | 4º      |
| 54 | Toprak Razgatlıoğlu | Pata Yamaha Prometeon    | Yamaha YZF R1    | 16   | 3º      |
| 66 | Tom Sykes           | Kawasaki Puccetti Racing | Kawasaki ZX-10RR | 4    | 19º     |

## Supersport gara 1

### Arrivati al traguardo
| Pos. | Nº | Pilota               | Squadra                      | Motocicletta                 | Giri | Tempo     | Griglia | Punti |
| ---- | -- | -------------------- | ---------------------------- | ---------------------------- | ---- | --------- | ------- | ----- |
| 1º   | 11 | Nicolò Bulega        | Aruba Racing                 | Ducati Panigale V2           | 10   | 18'16.149 | 16º     | 25    |
| 2º   | 29 | Nicholas Spinelli    | VFT Racing Yamaha            | Yamaha YZF R6                | 10   | +0.942    | 8º      | 20    |
| 3º   | 17 | John McPhee          | Vince64 by Puccetti Racing   | Kawasaki ZX-6R               | 10   | +2.965    | 3º      | 16    |
| 4º   | 66 | Niki Tuuli           | Dynavolt Triumph             | Triumph Street Triple RS 765 | 10   | +11.624   | 14º     | 13    |
| 5º   | 95 | Tarran Mackenzie     | Petronas MIE MS Racing Honda | Honda CBR600RR               | 10   | +15.838   | 18º     | 11    |
| 6º   | 62 | Stefano Manzi        | Ten Kate Racing Yamaha       | Yamaha YZF R6                | 10   | +19.700   | 5º      | 10    |
| 7º   | 23 | Marcel Schrötter     | MV Agusta Reparto Corse      | MV Agusta F3 800 RR          | 10   | +20.756   | 12º     | 9     |
| 8º   | 51 | Anupab Sarmoon       | Yamaha Thailand Racing       | Yamaha YZF R6                | 10   | +22.331   | 11º     | 8     |
| 9º   | 9  | Jorge Navarro        | Ten Kate Racing Yamaha       | Yamaha YZF R6                | 10   | +22.771   | 20º     | 7     |
| 10º  | 64 | Federico Caricasulo  | Althea Racing                | Ducati Panigale V2           | 10   | +39.760   | 7º      | 6     |
| 11º  | 4  | Harry Truelove       | Dynavolt Triumph             | Triumph Street Triple RS 765 | 10   | +46.209   | 19º     | 5     |
| 12º  | 7  | Adam Norrodin        | Petronas MIE MS Racing Honda | Honda CBR600RR               | 10   | +54.872   | 15º     | 4     |
| 13º  | 94 | Valentin Debise      | GMT94 Yamaha                 | Yamaha YZF R6                | 9    | +1 giro   | 17º     | 3     |
| 14º  | 28 | Glenn van Straalen   | EAB Racing                   | Yamaha YZF R6                | 9    | +1 giro   | 2º      | 2     |
| 15º  | 24 | Apiwath Wongthananon | Yamaha Thailand Racing       | Yamaha YZF R6                | 9    | +1 giro   | 9º      | 1     |
| 16º  | 32 | Oliver Bayliss       | D34G Racing                  | Ducati Panigale V2           | 9    | +1 giro   | 10º     |       |
| 17º  | 3  | Raffaele De Rosa     | Orelac Racing Verdnatura     | Ducati Panigale V2           | 9    | +1 giro   | 6º      |       |

### Ritirati
| Nº | Pilota            | Squadra                  | Motocicletta        | Giri | Griglia |
| -- | ----------------- | ------------------------ | ------------------- | ---- | ------- |
| 19 | Andrea Mantovani  | Evan Bros. Yamaha        | Yamaha YZF R6       | 7    | 4º      |
| 99 | Adrián Huertas    | MTM Kawasaki             | Kawasaki ZX-6R      | 0    |         |
| 54 | Bahattin Sofuoğlu | MV Agusta Reparto Corse  | MV Agusta F3 800 RR | 0    | 13º     |
| 55 | Yari Montella     | Barni Spark Racing       | Ducati Panigale V2  | 0    |         |
| 61 | Can Öncü          | Kawasaki Puccetti Racing | Kawasaki ZX-6R      | 0    | 1º      |

## Supersport gara 2

### Arrivati al traguardo
| Pos. | Nº | Pilota               | Squadra                      | Motocicletta                 | Giri | Tempo     | Griglia | Punti |
| ---- | -- | -------------------- | ---------------------------- | ---------------------------- | ---- | --------- | ------- | ----- |
| 1º   | 11 | Nicolò Bulega        | Aruba Racing                 | Ducati Panigale V2           | 13   | 20'43.231 | 3º      | 25    |
| 2º   | 62 | Stefano Manzi        | Ten Kate Racing Yamaha       | Yamaha YZF R6                | 13   | +0.382    | 1º      | 20    |
| 3º   | 61 | Can Öncü             | Kawasaki Puccetti Racing     | Kawasaki ZX-6R               | 13   |           | 2º      | 16    |
| 4º   | 23 | Marcel Schrötter     | MV Agusta Reparto Corse      | MV Agusta F3 800 RR          | 13   |           | 5º      | 13    |
| 5º   | 28 | Glenn van Straalen   | EAB Racing                   | Yamaha YZF R6                | 13   |           | 6º      | 11    |
| 6º   | 9  | Jorge Navarro        | Ten Kate Racing Yamaha       | Yamaha YZF R6                | 13   |           | 13º     | 10    |
| 7º   | 3  | Raffaele De Rosa     | Orelac Racing Verdnatura     | Ducati Panigale V2           | 13   |           | 8º      | 9     |
| 8º   | 94 | Valentin Debise      | GMT94 Yamaha                 | Yamaha YZF R6                | 13   |           | 9º      | 8     |
| 9º   | 66 | Niki Tuuli           | Dynavolt Triumph             | Triumph Street Triple RS 765 | 13   |           | 10º     | 7     |
| 10º  | 32 | Oliver Bayliss       | D34G Racing                  | Ducati Panigale V2           | 13   |           | 11º     | 6     |
| 11º  | 54 | Bahattin Sofuoğlu    | MV Agusta Reparto Corse      | MV Agusta F3 800 RR          | 12   | +1 giro   | 15º     | 5     |
| 12º  | 17 | John McPhee          | Vince64 by Puccetti Racing   | Kawasaki ZX-6R               | 12   | +1 giro   | 18º     | 4     |
| 13º  | 24 | Apiwath Wongthananon | Yamaha Thailand Racing       | Yamaha YZF R6                | 12   | +1 giro   | 14º     | 3     |
| 14º  | 51 | Anupab Sarmoon       | Yamaha Thailand Racing       | Yamaha YZF R6                | 12   | +1 giro   | 16º     | 2     |
| 15º  | 7  | Adam Norrodin        | Petronas MIE MS Racing Honda | Honda CBR600RR               | 12   | +1 giro   | 19º     | 1     |
| 16º  | 95 | Tarran Mackenzie     | Petronas MIE MS Racing Honda | Honda CBR600RR               | 12   | +1 giro   | 17º     |       |

### Non classificato
| Nº | Pilota            | Squadra           | Motocicletta  | Giri | Griglia |
| -- | ----------------- | ----------------- | ------------- | ---- | ------- |
| 29 | Nicholas Spinelli | VFT Racing Yamaha | Yamaha YZF R6 | 7    | 4º      |

### Ritirati
| Nº | Pilota              | Squadra           | Motocicletta                 | Giri | Griglia |
| -- | ------------------- | ----------------- | ---------------------------- | ---- | ------- |
| 64 | Federico Caricasulo | Althea Racing     | Ducati Panigale V2           | 11   | 7º      |
| 19 | Andrea Mantovani    | Evan Bros. Yamaha | Yamaha YZF R6                | 5    | 12º     |
| 4  | Harry Truelove      | Dynavolt Triumph  | Triumph Street Triple RS 765 | 0    | 20º     |